# Тьємоко Діарра
Тьємоко Діарра (фр. Thiemoko Diarra, нар. 19 квітня 2003, Бамако) — малійський футболіст, нападник французької команди «Реймс-2».
Виступав за олімпійську збірну Малі.

## Клубна кар'єра
Народився 19 квітня 2003 року в місті Бамако. Вихованець футбольної школи «Дербі Академі».
2021 року перебрався до Франції, уклавши контракт із «Реймсом», у системі якого грав на рівні Національного чемпіонату 2 за другу команду.
Протягом сезону 2023/24 грав на правах оренди за «Шатору», представника Національного чемпіонату 1.

## Виступи за збірну
У складі олімпійської збірної Малі — учасник футбольного турніру на Олімпійських іграх 2024 року в Парижі, де виходив на поле в усіх трьох іграх групового турніру, який малійцям подолати не вдалося.

## Статистика виступів

### Статистика клубних виступів
Станом на 24 липня 2024
| Сезон             | Команда           | Чемпіонат         | Чемпіонат | Чемпіонат | Національний кубок | Національний кубок | Національний кубок | Континентальні кубки | Континентальні кубки | Континентальні кубки | Інші змагання | Інші змагання | Інші змагання | Усього | Усього | Усього |
| Сезон             | Команда           | Ліга              | Ігор      | Голів     | Ліга               | Ігор               | Голів              | Ліга                 | Ігор                 | Голів                | Ліга          | Ігор          | Голів         | Ігор   | Голів  |        |
| ----------------- | ----------------- | ----------------- | --------- | --------- | ------------------ | ------------------ | ------------------ | -------------------- | -------------------- | -------------------- | ------------- | ------------- | ------------- | ------ | ------ | ------ |
| 2021–22           | «Реймс-2»         | НЧ2               | 25        | 3         |                    | -                  | -                  |                      | -                    | -                    |               | -             | -             | 25     | 3      |        |
| 2022–23           | «Реймс-2»         | НЧ2               | 20        | 4         |                    | -                  | -                  |                      | -                    | -                    |               | -             | -             | 20     | 4      |        |
| 2023–24           | «Шатору-2»        | НЧ3               | 6         | 3         |                    | -                  | -                  |                      | -                    | -                    |               | -             | -             | 6      | 3      |        |
| 2023–24           | «Шатору»          | НЧ1               | 22        | 2         | КФ                 | 2                  | 1                  |                      | -                    | -                    |               | -             | -             | 24     | 3      |        |
| Усього за кар'єру | Усього за кар'єру | Усього за кар'єру | 73        | 12        |                    | 2                  | 1                  |                      | -                    | -                    |               | -             | -             | 75     | 13     |        |